# 932
Cette page concerne l'année 932  du calendrier julien. Pour l'année 932 av. J.-C., voir 932 av. J.-C.
L'année 932 est une année bissextile qui commence un dimanche.

## Événements
- 31 octobre : assassinat du calife abbasside Al-Muqtadir lors d'une rébellion de l'armée[1]. Son frère al-Qahir lui succède (fin de règne en 934).

- Trouvée dans l'ouest de l'île de Java en Indonésie, l'inscription de Kebon Kopi II mentionne un « roi de Sunda »[2].
- `Alî, Hasan et Ahmad, fils de Buyeh, originaires du Daylam, fondent la dynastie persane chiite des Buyides qui règne sur le Fars, la Médie et l’Irak (932-1055)[3].
- Les Alains du Caucase (Ossètes) abjurent le christianisme et se convertissent à l'islam[4].

### Europe
- Avant le mois de mars : le comte Raimond-Pons III de Toulouse, son oncle le comte de Rouergue Ermengaud, et le seigneur gascon Loup Aznar prêtent hommage au roi Raoul de Bourgogne[5].
- Printemps : en Espagne, Alphonse IV se révolte contre son frère Ramire II, parti en campagne contre les Maures, et se proclame roi de León à Simancas. Ramire II retourne à León, vainc son frère, lui fait crever les yeux et l’enferme dans le monastère de Runfurco[6].
- 1er mai : Fernan Gonzalés est attesté par un diplôme comme comte de Castille (fin de règne en 970)[7]. Il détache la Castille du royaume de León et fonde une dynastie.
- 1er juin : concile d'Erfurt présidé par Hildebert de Mayence pour la réformation de la discipline ecclésiastique, en présence d'Henri l’Oiseleur[8].
- 19 juin : Raoul de Bourgogne est au château d'Anse dans le Lyonnais où il confirme à la requête de Dalmace, les possessions de l'abbaye de Montolieu[9].
- 2 août[6] : Tolède révoltée tombe aux mains des Omeyyades de Cordoue après un siège qui a infligé une terrible famine aux habitants. Le califat entre dans une période de paix et de prospérité.

- Herbert II de Vermandois prend Ham au frère d'Herluin de Montreuil, Ébrard, qu'il fait prisonnier[9].
- Affaire de l'évêché de Noyon : à la mort de l'évêque Airard, un clerc qui convoite le poste fait entrer dans la ville le comte d'Arras Alleaume. Celui-ci est massacré par les habitants qui prennent comme évêque  l'abbé de Corbie Gualbert. Profitant sans doute de la mort d'Alleaume, Arnoul Ier de Flandre s'empare d'Arras cette même année[10].
- Raoul de Bourgogne revient dans le Nord et prend possession de l'abbaye de Saint-Médard de Soissons au détriment d'Herbert II de Vermandois[9].
- Hugues le Grand prend Amiens et Saint-Quentin à Herbert de Vermandois. Gislebert de Lotharingie assiège Péronne sans succès. Raoul et Hugues reprennent Ham vers la fin de l'année. Il ne reste plus à Herbert que Péronne et Château-Thierry. Il se rapproche de nouveau du roi de Germanie Henri l’Oiseleur, mais celui-ci est en guerre contre les Hongrois[9].
- Guillaume Ier Longue-Épée devient comte (jarl) de Normandie (fin en 942)[11]. Il épouse Liutgarde de Vermandois.
- Italie : Marozie Ire épouse en troisièmes noces le roi d'Italie, Hugues d'Arles. Mais le patrice Albéric II de Spoléte, fils d'Albéric Ier de Spoléte et de Marozie, ne supportant plus la tutelle despotique de sa mère gagne à sa cause la noblesse romaine et chasse de Rome son beau-père Hugues. Marozie est enfermée en prison où elle rejoint son autre fils, Jean XI qui s'y trouvait enfermé sur ses ordres[12]. On ignore la date de la mort de Marozie Ire.